# هایپرلکسیا

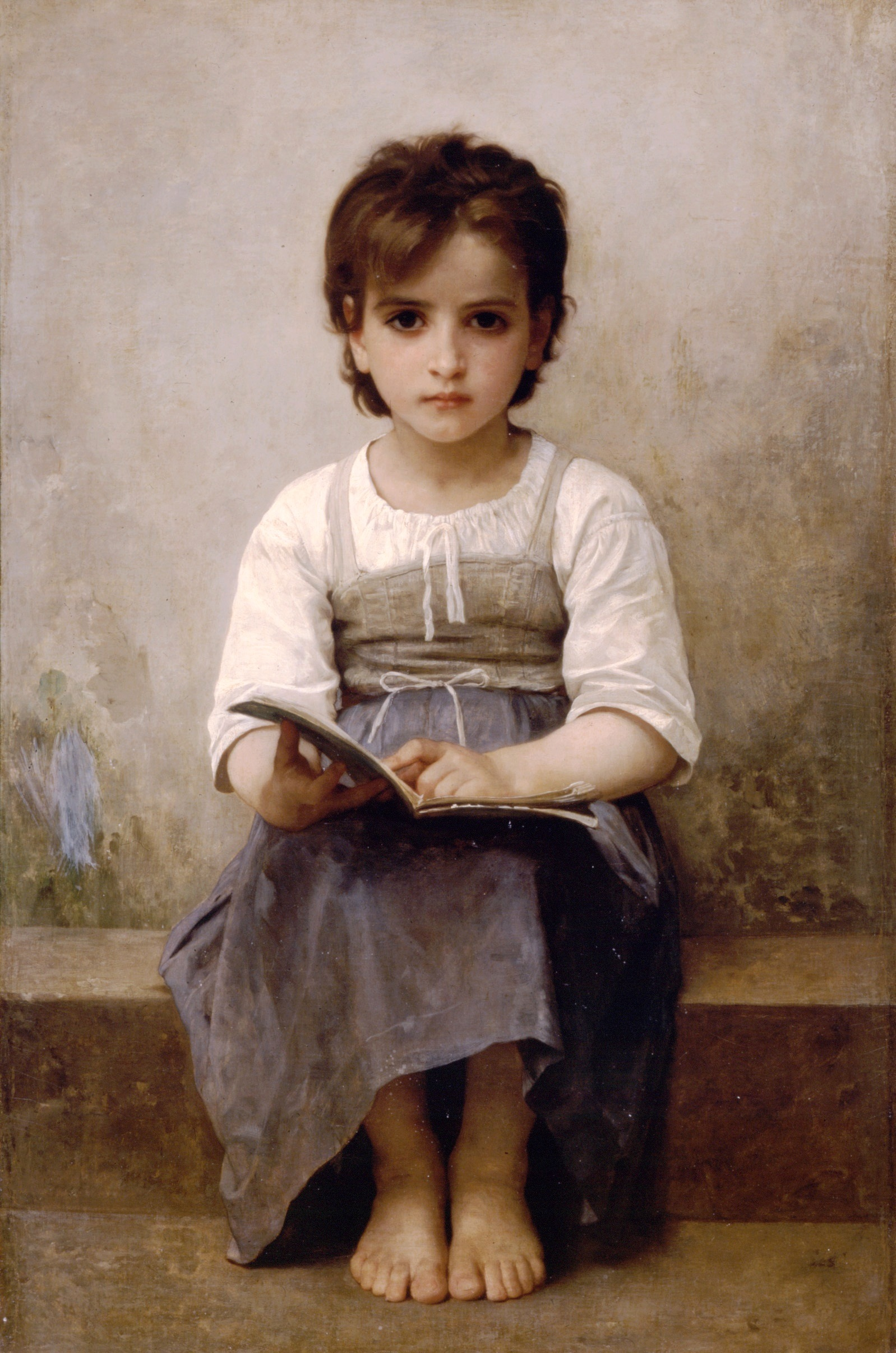
درس دشوار (۱۸۸۴) اثر ویلیام آدولف بوگرو

هایپرلکسیا (به انگلیسی:Hyperlexia) یک سندرم است که با توانایی زودرس کودک در خواندن مشخص می‌شود. در ابتدا نورمن ای. سیلبربرگ و مارگارت سی. سیلبربرگ (۱۹۶۷) آن را به عنوان توانایی زودرس خواندن کلمات بدون آموزش قبلی در یادگیری خواندن، معمولاً قبل از پنج سالگی تعریف کردند. آن‌ها نشان دادند که کودکان مبتلا به هایپرلکسیا توانایی رمزگشایی کلمه به‌طور قابل توجهی بالاتر از سطح درک خواندن خود دارند. کودکان مبتلا به هایپرلکسیا نیز در سنین پایین علاقه شدیدی به مطالب نوشتاری دارند.
کودکان هایپرلکسیک با توانایی کلمه خوانی بسیار بالاتر از آنچه که با توجه به سن آنها انتظار می‌رود مشخص می‌شوند. اولین بار در سال ۱۹۶۷ میلادی، این سندرم نامگذاری و به‌طور علمی توصیف شد (توسط سیلربرگ و سیلربرگ). می‌توان آن را به عنوان یک ابرقابلیت در نظر گرفت که در آن توانایی تشخیص کلمات بسیار بالاتر از سطوح مورد انتظار از مهارت فرد است. با این حال، برخی از هیپرلکسیک‌ها در درک گفتار مشکل دارند. برخی از کارشناسان بر این باورند که اکثر کودکان مبتلا به هایپرلکسیا، یا شاید حتی همه آن‌ها، در طیف اوتیسم قرار دارند. با این حال، یک متخصص، دارولد ترفرت، پیشنهاد می‌کند که هایپرلکسیا دارای زیرگونه‌هایی است که فقط برخی از آنها با اوتیسم همپوشانی دارند. تخمین زده شده‌است که بین ۵ تا ۲۰ درصد از کودکان اوتیستیک هایپرلکسیک هستند.
کودکان هایپرلکسیک اغلب مجذوب حروف یا اعداد هستند. آنها در رمزگشایی زبان بسیار خوب هستند و بنابراین اغلب به خوانندگانی زودهنگام تبدیل می‌شوند. برخی از کودکان هایپرلکسیک انگلیسی زبان قبل از دو سالگی املای کلمات طولانی (مانند elephant) را یادمی‌گیرند و قبل از سه سالگی خواندن جملات کامل را یاد می‌گیرند.
علایق خاص معمولی کودکان هایپرلکسیک اغلب شامل حروف، اعداد، فونت‌ها، الفبای خارجی، زبان‌ها، منظومه شمسی، جدول تناوبی، آرم‌ها، آناتومی و جغرافیا (پرچم‌ها، کشورها، پایتخت‌ها) است.

## لغت‌شناسی
کلمه Hyperlexia از دو اصطلاح و کلمه یونانی hyper «بیش از حد، فراتر، بیش از حد، بیش از اندازه» و lexis «کلمه» گرفته شده‌است.

## رشد و توسعه
اگرچه کودکان هایپرلکسیک معمولاً خواندن را به روشی غیر ارتباطی یاد می‌گیرند، مطالعات متعدد نشان داده‌است که آن‌ها می‌توانند درک مطلب و زبان ارتباطی را پس از شروع هایپرلکسیا به دست آورند. آن‌ها مسیر رشد متفاوتی را نسبت به افراد با تنوع عصبی عادی دنبال می‌کنند و نقاط عطف و قوت و ضعف به ترتیب متفاوتی به دست می‌آیند. علیرغم توانایی خواندن زودرس کودکان هایپرلکسیک، آن‌ها ممکن است برای برقراری ارتباط دچار مشکل شوند. اغلب، کودکان هایپرلکسیک، توانایی خواندن زودرس را دارند، اما یاد می‌گیرند که فقط با به‌یادسپاری و تکرار زیاد صحبت کنند، و همچنین ممکن است در یادگیری قواعد زبان از روی مثال یا آزمون و خطا مشکل داشته باشند، که ممکن است منجر به مشکلات اجتماعی شود. زبان آن‌ها ممکن است با استفاده از اکولالیا (که اغلب کلمات و جملات را تکرار می‌کنند)، توسعه یابد. اغلب، کودک دایره لغات زیادی دارد و می‌تواند اشیاء و تصاویر زیادی را شناسایی کند، اما نمی‌تواند از مهارت‌های زبانی خود به خوبی استفاده کند. زبان خودانگیخته وجود ندارد و گفتار عمل گرایانه آن‌ها به تأخیر می‌افتد. کودکان هایپرلکسی اغلب در درک سوالاتی چون چه کسی؟ چی؟ کجا؟ چرا؟ و چطور؟ مشکل دارند. بین سنین چهار تا پنج سالگی، بسیاری از کودکان پیشرفت‌های بزرگی در برقراری ارتباط بدست می‌آورند.
مهارت‌های اجتماعی یک کودک مبتلا به هایپرلکسیا اغلب به شدت عقب است. کودکان هایپرلکسی اغلب نسبت به همسالان خود علاقه کمتری به بازی با کودکان دیگر دارند.

## انواع هایپرلکسی
در یک مقاله، دارولد ترفرت (Darold Treffert) سه نوع هایپرلکسیا را پیشنهاد می‌کند. به‌طور مشخص:
- نوع ۱: کودکان نوروتیپیک (تنوع عصبی سالم و عادی) که خیلی زود مطالعه می‌کنند.
- نوع ۲: کودکان اوتیستیک که خواندن خیلی زود را به عنوان یک مهارت Splinter skill (مهارت‌های آموخته شده که بالاتر از توقع و توان از سن کودک است) نشان می‌دهند.
- نوع ۳: خوانندگان خیلی زودرس که در طیف اوتیسم نیستند، اگرچه برخی از صفات و رفتارهای «شبه اوتیسم» را نشان می‌دهند که با بزرگتر شدن کودک به تدریج محو می‌شوند.

مقاله متفاوتی از ربکا ویلیامسون براون(Rebecca Williamson Brown)، یک بینا سنج تنها دو نوع هایپرلکسیا را پیشنهاد می‌کند:
- نوع ۱: هایپرلکسی که با یک اختلال زبانی همراه مشخص می‌شود.
- نوع ۲: هایپرلکسی که با یک اختلال یادگیری بصری-فضایی همراه مشخص می‌شود.

## مطالعات غیر انگلیسی زبان
مطالعات انجام شده بر روی زبان‌های کانتونی و کره‌ای نشان می‌دهد که افراد قادرند بدون تأخیر نسبت به سرعت خواندن کلمات واقعی در زبان مادری خود، غیرکلمات را در سیستم نوشتاری بومی خود بخوانند. با این حال، در زبان انگلیسی، با کلمات منحصر به فردی مانند chaos""، "unique" و enough"" ، تأخیری مشاهده می‌شود. این مطالعات همچنین نشان می‌دهند که برای این افراد، درک معنای آنچه می‌خوانند دشوار است. یافته‌ها حاکی از آن است که خوانندگان غیر هایپرلکسیک برای استنباط معنای کلمات، بیشتر به معنای کلمات تکیه می‌کنند.
مطالعه کانتونی بین هم‌صداها تمایز قائل می‌شود و قرائت‌های کاراکترهای کمتر استفاده شده را تعیین می‌کند. در این مطالعه، افراد همچنین اشتباهاتی در قیاس آوایی و تنظیم صدا داشتند. نویسندگان این مطالعه پیشنهاد می‌کنند که مدل "دو مسیره" برای خواندن کاراکترهای چینی ممکن است برای افراد هایپرلکسیک موثر باشد. مدل "دو مسیره" درک کاراکترهای چینی را به صورت صرفاً آوایی و درک معنایی کاراکترهای چینی توصیف می‌کند.
همچنین در مطالعه هایپرلکسیک‌های کره‌ای، کاهش توانایی درک معنا نشان داده شده است. کودکان غیر هایپرلکسیک کلمات آغاز شده با یک تصویر مرتبط را سریع‌تر از کلمات بدون آغازگر می‌خوانند، در حالی که هایپرلکسیک‌ها آن‌ها را با سرعت یکسان می‌خوانند. لی سونگ هی و هوانگ مینا، نویسندگان مطالعه کره‌ای، همچنین دریافتند که هایپرلکسیک‌ها در خواندن غیرکلمات نسبت به غیر هایپرلکسیک‌ها خطای کمتری دارند. آن‌ها فکر می‌کنند که این ممکن است به دلیل عدم تعادل در درک آوایی، نوشتاری و معنایی زبان و سیستم نوشتاری بومی افراد، در این مورد هانگول، باشد. این ترکیب از بخش‌های زبانشناسی به عنوان اتصال‌گرایی شناخته می‌شود که در آن غیرکلمات با تفاوت در تعامل بین آواشناسی، نوشتار و معنا از کلمات متمایز می‌شوند.
در مطالعه لی و هوانگ، افراد در آزمون‌های زبان عمومی و واژگان، نمره پایین‌تری نسبت به میانگین گروه‌های سنی خود کسب کردند. آموزش سواد در کره جنوبی شامل آموزش تمامی کلمات به دانش‌آموزان است، نه شروع با رابطه بین آواها و حروف در هانگول، علیرغم شواهدی مبنی بر اینکه شناخت نام حروف برای یادگیری خواندن کلمات، مفید است. نتایج نشان می‌دهد که هایپرلکسیک‌ها می‌توانند بدون دانستن نام‌ها، روابط بین حروف (یا کوچک‌ترین واحد سیستم نوشتاری) و آواهای آن‌ها را به دست آورند.
مشکلات درک مطلب نیز می‌تواند نتیجه هایپرلکسی باشد. هم معنی و هم درک مطلب، هر دو به معنا مرتبط هستند. معنی به مفهوم یک کلمه خاص مربوط می‌شود، در حالی که درک مطلب فهم یک متن طولانی‌تر است. در هر دو مطالعه، آزمون‌های مبتنی بر تفسیر و مبتنی بر معنا برای افراد هایپرلکسیک دشوار بود. در مطالعه ویکس، فرد قادر به شناسایی کاراکترها بر اساس جنبه لوگوگرافی سیستم نوشتاری نبود و در مطالعه لی و هوانگ، آغازگر در کاهش زمان خواندن برای هایپرلکسیک‌ها بی‌تأثیر بود.

## اکتساب
اگرچه به‌طور کلی هایپرلکسیا با اوتیسم مرتبط است، به نظر می‌رسد یک زن ۶۹ ساله به دلیل «اCerebral infarction در قشر دستبندی قدامی چپ و جسم پینه ای» دچار هایپرلکسیا شده‌است.

## برای مطالعهٔ بیشتر
- Newman, TM; Macomber, D; Naples, AJ; Babitz, T; Volkmar, F; Grigorenko, EL (April 2007). "Hyperlexia in children with autism spectrum disorders". Journal of Autism and Developmental Disorders. 37 (4): 760–74. doi:10.1007/s10803-006-0206-y. PMID 17048093.

- Lamônica, DA; Gejão, MG; Prado, LM; Ferreira, AT (2013). "Reading skills in children diagnosed with hyperlexia: case reports". Codas. 25 (4): 391–5. doi:10.1590/S2317-17822013000400016. PMID 24408490.
- Treffert, Darold (July 8, 2013). "Oops! When "Autism" Isn't Autistic Disorder: Hyperlexia and Einstein Syndrome". Scientific American Mind. Retrieved December 6, 2017.